# Listă de filme sovietice din 1942
- Filme sovietice din: 1941 — 1942 — 1943

Aceasta este o listă de filme produse în Uniunea Sovietică în 1942.
| Titlu                     | Titlu original          | Regizor           | Distribuție                       | Gen      | Note      |
| ------------------------- | ----------------------- | ----------------- | --------------------------------- | -------- | --------- |
| 1942                      |                         |                   |                                   |          |           |
| Flăcăul din orașul nostru | Парень из нашего города | Aleksandr Stolper | Nikolai Kriucikov, Lidia Smirnova | Dramatic | Kazahfilm |
|                           |                         |                   |                                   |          |           |